# Werner Eck
Pour les articles homonymes, voir Eck.
Werner Eck, né à Nuremberg le 17 décembre 1939, est professeur d'Histoire antique à l'université de Cologne, spécialiste d'épigraphie latine pour la période impériale.

## Biographie
Ses centres d'intérêt sont la prosopographie des classes dirigeantes de l'Empire et l'archéologie de Cologne, l'antique Colonia Claudia Ara Agrippinensium. Il prononce en 2006 plusieurs conférences au Collège de France sur l'archéologie et l'histoire de Cologne, révisant les premiers temps de Cologne dans l'Empire,. Ces quatre conférences ont fait l'objet en 2007 d'une publication sous la forme d'une monographie.
Professeur à l'université de Cologne, il est admis à l'éméritat en 2007.

## Publications
Quelques publications :
- (de) Werner Eck, « Consules ordinarii und consules suffecti. als eponyme Amtsträger », dans Actes du colloque international d'épigraphie latine en mémoire de Attilio Degrassi pour le centenaire de sa naissance. Actes de colloque de Rome (27-28 mai 1988), Rome, École Française de Rome, coll. « Publications de l'École française de Rome » (no 143), 1991 (lire en ligne), p. 15-44.
- (de) Werner Eck, « Ordo equitum romanorum, ordo libertorum. Freigelassene und ihre Nachkommen im römischen Ritterstand », dans L’ordre équestre. Histoire d’une aristocratie (IIe siècle av. J.-C. - IIIe siècle ap. J.-C.) Actes du colloque international de Bruxelles-Leuven, 5-7 octobre 1995, Rome, École Française de Rome, coll. « Publications de l'École française de Rome » (no 257), 1999 (lire en ligne), p. 5-29.
- Werner Eck, « L'empereur romain chef de l'armée. Le témoignage des diplômes militaires », Cahiers du Centre Gustave Glotz, no 13,‎ 2002, p. 93-112 (lire en ligne).
- Werner Eck, La romanisation de la Germanie, Paris, Errance, 2007 (ISBN 978-2-87772-366-4).